# Christine Bessenrodt

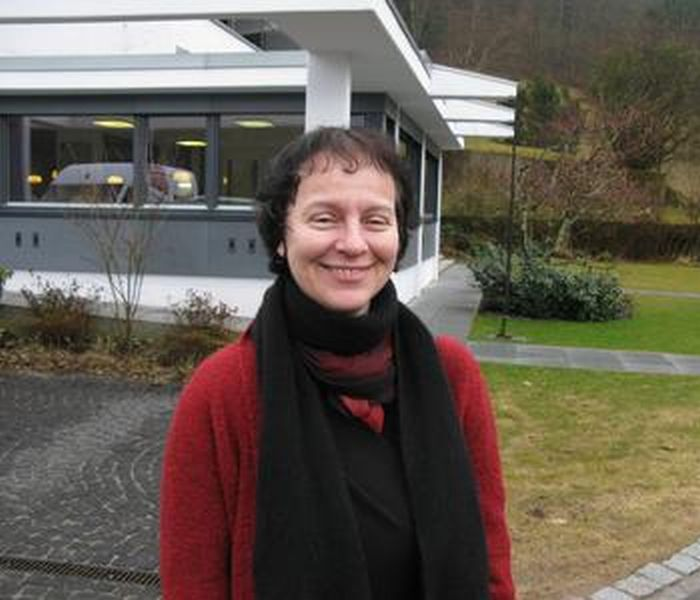
Christine Bessenrodt beim Mathematischen Forschungsinstitut Oberwolfach, 2009

Christine Bessenrodt (* 18. März 1958 in Ahlten; † 24. Januar 2022) war eine deutsche Mathematikerin, die sich mit Algebra, Kombinatorik und Zahlentheorie befasste.

## Werdegang
Bessenrodt studierte ab 1975 als Stipendiatin der Studienstiftung des Deutschen Volkes Mathematik und Physik an der Universität Düsseldorf und der Universität Essen, an der sie 1979 ihr Diplom machte. Sie wurde 1980 in Essen bei Gerhard O. Michler mit der Arbeit Unzerlegbare Gitter in Blöcken mit zyklischen Defektgruppen promoviert. Für ihre Dissertation erhielt sie einen Preis der Universität Essen. Ab 1981 war sie Assistentin in Duisburg und 1982/83 als Post-Doktorandin an der University of Illinois at Urbana-Champaign. 1988 habilitierte sie sich in Duisburg (Behaviour of some representation theoretical invariants under change of the group basis of a modular group algebra). Von 1990 bis 1993 war sie Heisenberg-Stipendiatin der Deutschen Forschungsgemeinschaft. 1993 wurde sie Professorin an der Universität Magdeburg, ab 2002 war sie Professorin für Algebra und Zahlentheorie an der Leibniz-Universität Hannover. Von 2005 bis 2010 und ab 2012 war sie dort Direktorin des Instituts für Algebra, Zahlentheorie und Diskrete Mathematik.
Sie befasste sich unter anderem mit Darstellungstheorie von endlichen Gruppen und von Algebren, enumerativer und algebraischer Kombinatorik und additiver Zahlentheorie.
Die regelmäßige Emmy-Noether-Vorlesung auf den Jahrestagungen der DMV geht auf Bessenrodts Initiative zurück.
Bessenrodt war seit 1983 verheiratet. Sie starb am 24. Januar 2022 im Alter von 63 Jahren an einer schweren Erkrankung.